# ديفيد كوبيت
ديفيد كوبيت هو ممثل كندي، ولد في 18 مارس 1965 بلندن في المملكة المتحدة.

## أعمال

### أفلام
- (1993) الناجين[1]
- (2001) علي[2]
- (2014) الابن السابع

### مسلسلات
- الملفات الغامضة
- نزل بيتس[3]

## وصلات خارجية
- ديفيد كوبيت على موقع IMDb (الإنجليزية)
- ديفيد كوبيت على موقع ألو سيني (الفرنسية)
- ديفيد كوبيت على موقع أول موفي (الإنجليزية)
- ديفيد كوبيت على موقع قاعدة بيانات الأفلام السويدية (السويدية)
- ديفيد كوبيت على موقع إن إن دي بي (الإنجليزية)
- ديفيد كوبيت على موقع قاعدة بيانات الفيلم (الإنجليزية)
- ديفيد كوبيت على موقع كينوبويسك (الروسية)